# Everytime (canción de Ariana Grande)
«Everytime» (estilizada en minúsculas) es una canción interpretada por la cantante y compositora estadounidense Ariana Grande incluida en su cuarto álbum de estudio Sweetener, lanzado en 2018. La canción fue escrita por Grande, Savan Kotecha y sus productores Max Martin e Ilya Salmanzadeh.

## Desarrollo y composición
Elias Leight de Rolling Stone señaló: "Al principio, Grande ofrece un rap staccato inquebrantable, pero de repente vuelve a cantar con suavidad en la frase final de la línea «back to you»; el efecto es como un boxeador que sigue una serie de golpes cortos con un uppercut. A medida que más y más cantantes de pop se ven obligados a enfrentarse al trap, la fusión lograda en «Everytime» les ofrece un camino a seguir. Líricamente, Grande canta sobre estar en una relación tóxica con un ex y como no podía olvidar a alguien a pesar de que sabía que no era saludable mantenerse involucrada. Expresa sentimientos de deseo y frustración en igual medida y la canción hace referencias a las drogas y el alcohol, lo que llevó a algunos fanáticos a especular que la canción alude a la relación pasada de Grande con el rapero Mac Miller.
En su reseña, Taylor Weatherby de Billboard calificó la canción como una pista «optimista». En agosto de 2018, Grande compartió en las redes sociales imágenes detrás de escena de la sesión de grabación de la canción en la que se ríe mientras canta en reacción a la incapacidad de Max Martin para mantener la cara seria.

## Recepción crítica
Brittany Spanos de Rolling Stone calificó la canción como una «hermosa balada de ruptura auto-reflexiva». Chris DeVile de Stereogum señaló que «la estética del trap-pop con el corazón roto definitivamente se manifiesta en la brillante producción de Max Martin e Ilya». En su reseña de la canción, Israel Daramola de Spin escribió: «Las mejores canciones pop sobre el amor te dan ganas de estar en ellas, o recordarlas, o te hacen sentir que las estás experimentando, todo lo cual es provocado por el inicio de la producción centelleante de 'siempre'». Daramola también elogió la voz «prístina» de Grande y sus emociones convincentes e identificables.

## Créditos y personal
Créditos adaptados de Tidal.
- Ariana Grande - voz, compositora
- Max Martin - productor, compositor, programador, bajo, batería
- Ilya Salmanzadeh - productor, compositor, programador, bajo, batería
- Savan Kotecha - compositor
- Sam Holland - ingeniero de grabación, personal de estudio
- Cory Bice - ingeniero asistente de grabación, personal del estudio
- Jeremy Lertola - ingeniero asistente de grabación, personal del estudio
- Serban Ghenea - mezclador, personal de estudio
- John Hanes - ingeniero de mezcla, personal de estudio

## Presentaciones en vivo
Grande debutó la canción en vivo en The Sweetener Sessions. Grande interpretó una versión abreviada de la canción en su Sweetener World Tour en 2019.